# 德国唯心主义
德國唯心主義一般是指从18世纪晚期至19世纪早期在德国建立起来的唯心主義哲学，它由康德在1780年到1790年间的作品发展而来，并和浪漫主义、启蒙运动的政治革命有着密切联系。在它的发展过程中，最有名的思想家是费希特、谢林、黑格尔，然而雅各比、莱因霍尔德和施萊爾馬赫也作出了巨大贡献。

## 唯心主义
哲学上唯心主义一般指我们在客体中发现的属性取决于它们出现在主体面前的方式，而不是它们自身所固有，独立于主体经验之外的。物自体是指物体本身所固有的属性，它的存在不受主体认识形式的限制。而关于一件事物应有何种独立于心灵之外的属性则是唯心主义的基本问题。

## 概述
康德（1724-1804）被认为德国唯心主义和古典哲学的开创者，他的作品试图调和18世纪两大主要的哲学派别：经验主义和理性主义。经验主义主张知识的获得只能通过我们的感觉经验，而理性主义则主张知识通过独立于经验之外的先验理性获得。康德的结论是我们通过感觉，知识的对象只是被给予，然后通过先验知性的处理将它们联系统一起来，构成某种规则，最后通过理性将知性的规则纳入我们的思维和知识。这样理性就不直接涉及对象或者经验，所以就不能获得真正的客体知识。康德将之称为“批判哲学”，主张理性不能超越经验的界限。康德的这种认识论将世界分为表象和物自体两部分，其中只有表象世界能被我们所认识，而物自体则超越理性之外，无法被认识而只能被信仰。
康德之后的主要继承者有费希特、谢林和黑格尔，他们都共同点是试图取消物自体。费希特不同意康德的物自体的论述，以绝对自我的概念取而代之，这一绝对自我统一了经验和理性，也就是认识论的最高起点。谢林批判费希特过分强调主体作用而忽视了客体，发展了以描述客体如何可能的自然哲学和将主体客体合一的同一哲学。黑格尔以“精神”表示人类本性，建立了一个庞大的绝对唯心主义体系将哲学和历史统一起来。
另一方面叔本华则走向了另一极端，他继承了物自体并认为它就是意志。一般在哲学史上不将他归于德国唯心主义中，尽管他自己认为自己是唯心主义者，而且他的作品也反映了这一点。后来的青年黑格尔派则在多个方面发展了黑格尔的思想，其中的代表人物有费尔巴哈、马克思和恩格斯。